# Die Schatten werden länger
Die Schatten werden länger é um filme de drama suíço de 1961 dirigido e escrito por Ladislao Vajda e Heinz Pauck. Foi selecionado como representante da Suíça à edição do Oscar 1962, organizada pela Academia de Artes e Ciências Cinematográficas.

## Elenco
- Hansjörg Felmy - Max
- Luise Ullrich - Frau Diethelm
- Barbara Rütting - Christa Andres
- Fred Tanner - Dr. Borner
- Loni von Friedl - Erika Schöner
- Iris Erdmann - Hilde
- Renja Gill - Anni
- Bella Neri
- Margot Medicus - Barbara
- Carola Rasch - Bessie